# Allumeuses !
Pour les articles homonymes, voir Allumeuse.
Pour plus de détails, voir Fiche technique et Distribution.
Allumeuses ! (The Sweetest Thing), ou Bonjour l'amour au Québec, est une comédie américaine de Roger Kumble qui raconte la vie sentimentale mouvementée de trois amies à San Francisco (Cameron Diaz, Christina Applegate et Selma Blair).

## Synopsis
Trois colocataires à San Francisco. Jane (Selma Blair), la « fleur bleue » du groupe, se remet difficilement de ses déboires sentimentaux. Ses deux amies Christina et Courtney (Cameron Diaz et Christina Applegate), plus dévergondées, décident de l'emmener se changer les idées en boîte de nuit. Christina y fait la rencontre de Peter (Thomas Jane). Malheureusement celui-ci doit rejoindre ses amis pour fêter... l'enterrement de vie de garçon de son frère. C'est le début d'une folle poursuite.

## Fiche technique
- Titre original : The Sweetest Thing
- Titre français : Allumeuses !
- Titre québécois : Bonjour l'amour
- Réalisation : Roger Kumble
- Scénario : Nancy Pimental
- Photographie : Anthony B. Richmond
- Production : Cathy Konrad
- Langue : anglais
- Formats : Couleur (Technicolor) - Son Dolby SR - 35 mm
- Durée : 84 minutes
- Dates de sorties :
  - États-Unis : 12 avril 2002
  - France : 17 juillet 2002
  - DVD zone 2 : 8 juillet 2003

## Distribution
- Cameron Diaz (VF : Marjorie Frantz) : Christina Walters
- Christina Applegate (VF : Véronique Volta) : Courtney Rockliffe
- Selma Blair (VF : Caroline Lallau) : Jane Burns
- Thomas Jane : Peter Donahue
- Jason Bateman (VF : Jérôme Pauwels) : Roger Donahue
- Eddie McClintock (VF : David Krüger) : Michael
- Parker Posey (VF : Claire Guyot) : Judy Webb
- Chelsea Bond (VF : Laura Blanc) : Greta, la collègue de Jane
- Johnny Messner : Todd
- Nancy Priddy (VF : Marion Game) : Mme Franklin
- Johnathon Schaech : L’homme en manteau de cuir
- Charlie Dell (VF : Patrice Dozier) : Le  prêtre au mariage

## Musique
- Little L de Jamiroquai (dans le club au début du film).
- Escape (The Piña Colada Song) de Rupert Holmes (dans la voiture de Court alors que Christina est en culotte).
- I Don't Want to Miss a Thing d'Aerosmith (chantée par tout le monde pour soutenir Jane lorsqu'elle est dans une situation délicate).

## Autour du film
- Le scénario a été écrit par Nancy Pimental, l'une des scénaristes de la série télévisée South Park.
- La « chanson du pénis » que les filles chantent au restaurant n'a pas été diffusée au cinéma aux États-Unis (même si elle l'a été dans les autres pays).
- Dans la version française, la collègue de Jane épelle mal « fumasse » qui se transforme en « fumase », ce qui déconcerte Jane. Dans la version originale, elle épelle « pised » au lieu de « pissed » qui signifie bien « fumasse ».